# Регеметса
Ре́геметса (ест. Rehemetsa küla) — село в Естонії, у волості Пейпсіяере повіту Тартумаа.

## Населення
Чисельність населення на 31 грудня 2011 року становила 15 осіб.

## Історія
До 23 жовтня 2017 року село входило до складу волості Вара.